# Nguyễn Mạnh Hùng (nhà sử học)

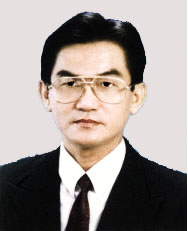
PGS. TS. Nguyễn Mạnh Hùng

Nguyễn Mạnh Hùng là một phó giáo sư, tiến sĩ sử học người Việt Nam. Ông là người sáng lập trường Đại học Quốc tế Hồng Bàng, người ấn hành một số từ điển Kanji Hán Nhật Việt đầu tiên của Việt Nam vào năm 1973 tại Sài Gòn.
Ông mở đường xây dựng hệ thống Đại học ngoài Công lập đầu tiên tại khoa Ngữ văn Đại học Tổng hợp (nay là Đại Học Khoa Học Xã Hội Nhân Văn) thành Phố Hồ Chí Minh năm 1986 với tên gọi là Đại học Ghi danh. Tuy nhiên danh xưng này không được phép nên được đổi lại thành Đại học không chính quy, tiền thân của hệ thống Đại học Tư thục Quốc tế Việt Nam ngày nay.
Ông là nhà sưu tập sách cổ Việt Nam học từ hơn 50 năm nay (khi còn là sinh viên Đại học Khoa học Văn Khoa - Luật Khoa Sài Gòn từ 1963 - 1968).

## Tiểu sử
Ông là học trò ngành luật của cố giáo sư Vũ Văn Mẫu (giáo sư cổ luật Việt Nam), giáo sư Bùi Xuân Bào (tiếng Pháp), giáo sư Vũ Văn Kính (Hán Nôm) và thầy Châm Vũ Nguyễn Văn Tần, tác giả cuốn sách Nhật Bản sử lược. Ông làm luận án tiến sĩ sử học với đề tài: Xã hội Việt Nam cuối thế kỷ 19 đầu thế kỷ 20  thông qua công trình Kỹ thuật Người An Nam.
Từ năm 1988 đến năm 1992, ông là nguyên giáo sư Việt Nam học, Khoa Thái Việt, Trường Đại học Ngoại ngữ Osaka Nhật Bản.
Từ năm 1997 đến năm 2015, ông là chủ tịch Hội đồng sáng lập kiêm hiệu trưởng Đại Học Dân lập Hồng Bàng - sau đổi thành Trường Đại học Quốc tế Hồng Bàng.

## Hoạt động nghiên cứu khoa học và nghệ thuật

### Phát hiện "Kỹ thuật người An Nam"
Nguyễn Mạnh Hùng là người phát hiện đầu tiên công trình nghiên cứu của Henri-Joseph Oger (một số phận bất hạnh) về đề tài Technique du peuple Annamite (Kỹ thuật Người An Nam) được thực hiện tại Hà Nội năm 1908-1909 và đã bị quên lãng khoảng 1 thế kỷ cho đến khi được Nguyễn Mạnh Hùng phát hiện tại thư viện Sài Gòn 1962 và được Alpha Phim chụp lên phim và công bố trên thế giới. Sau này trong cuộc họp báo chính thức Nguyễn Mạnh Hùng đã tìm ra và công bố tại Hà Nội (đã có lưu trữ 1.5 bộ tại thư viện Quốc gia Hà Nội đã được đóng gói và phiếu tham khảo, ký hiệu: HG18 và tại Thư viện khoa học Tổng Hợp Tp.Hồ Chí Minh mã số: 10511) . Đây là công trình gồm 4577 bức in bằng mộc bản chú giải Hán Nôm tại mỗi bức và chữ Pháp. Nguyễn Mạnh hùng giải mã 2 ngôn ngữ nói trên và tiến hành luận án tiến sĩ, được sự trợ giúp của những nhà Hán Nôm Sài Gòn và Hà Nội, những nhà Mỹ thuật học, nhà Tạo hình, hội Văn hóa Dân gian Hà Nội và Sài Gòn. Trong những năm sau đó, ông tiếp tục giới thiệu Bộ tư liệu trong các cuộc hội thảo tại Thư viện quốc gia Hà Nội và Viện Hán-Nôm, Hội Trí thức yêu nước và tại Hội nghị ngôn ngữ phương Đông lần thứ 4 các nước xã hội chủ nghĩa vào ngày 22/11/1986.

### Nghiên cứu lịch sửSài Gòn
Theo ông, Sài Gòn theo cách hiểu trước đây là “phiêu bạt giang hồ”, trong đó từ “Sài” chỉ một tên loại “củi”, còn “Gòn” là loại cây thân gỗ xốp có trái dài, bọc trong lớp sợi dày, được đánh ra để làm gối đầu giường.
"Việc hiểu đúng, hiểu đủ nguồn gốc của ngôn ngữ, của lịch sử Sài Gòn, cũng giống như gieo trồng một giống cây tốt cho đời sau không bị “lai căng”.

### Tác phẩm nghiên cứu
1. Kanji Hán Nhật Việt từ điển [8]
2. Việt Nhật thông thoại từ điển (1969)
3. Nhật Việt từ điển
4. Tiếng Nhật hiện đại (trình độ sơ cấp) [9]
5. Lịch sử Truyền thông Đại chúng Việt Nam
6. So sánh SẤM TRUYỀN - Nguyễn Bỉnh Khiêm và Nostradamus
7. So sánh Khổng Tử và Sokrates [10]
8. So sánh lịch sử Việt Nam và Hoa Kỳ

### Tác phẩm nghiên cứu lịch sử văn hóa
1. Tiểu thuyết "Viên sỏi đen" [11]
2. Sài Gòn - Hòn Ngọc Viễn Đông
3. Sài Gòn xưa
4. Đồng bạc Con Cò [12]
5. Ký họa Việt Nam đầu thế kỷ 20 [13]

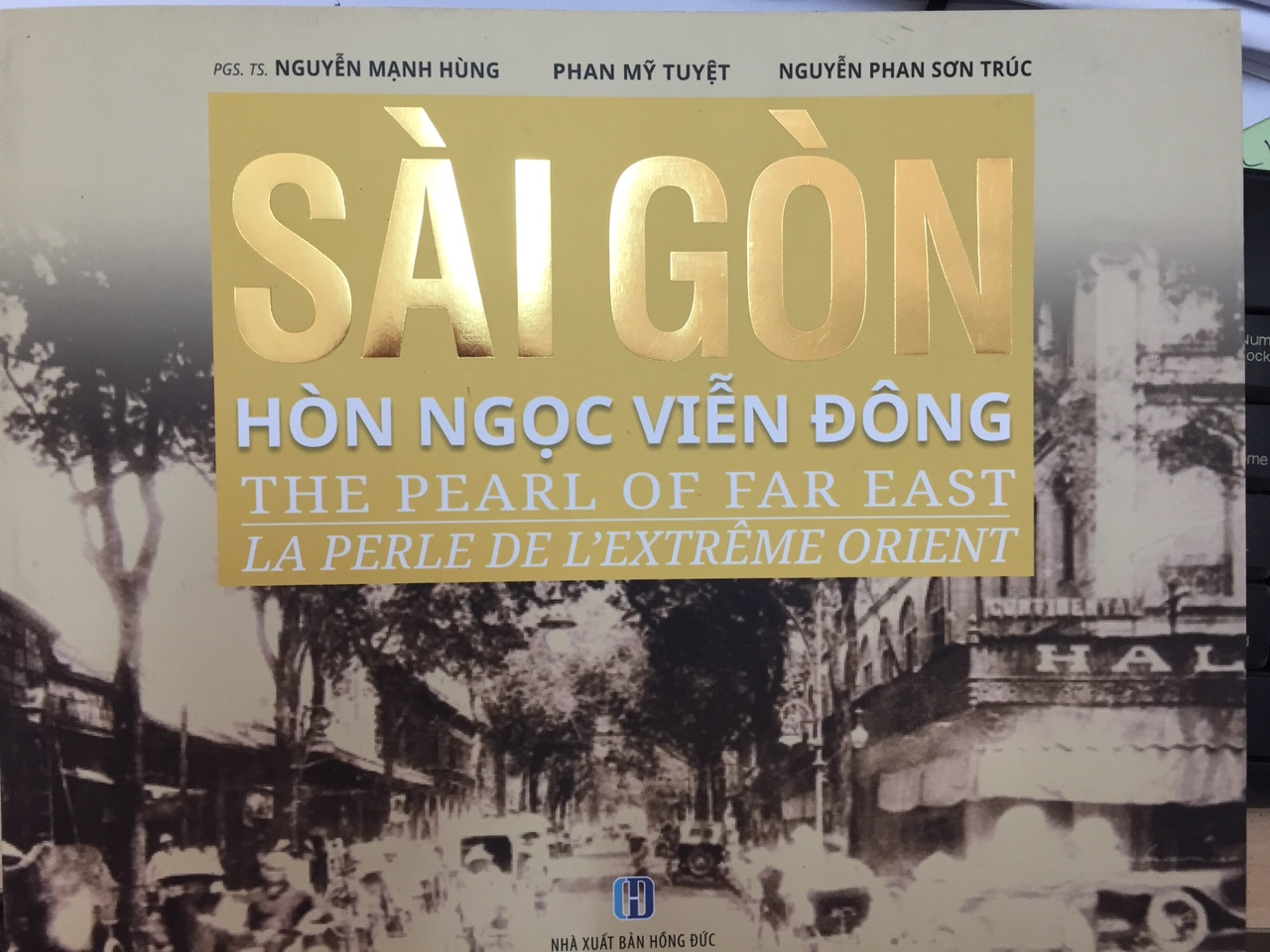
Sài Gòn Hòn Ngọc Viễn Đông

6. Hà Nội xưa - Bưu thiếp những di sản hóa thạch [14]
7. La Cochinchine - Xứ Nam Kỳ (gồm 456 bức ảnh quý về Nam Kỳ lục tỉnh, do Hoàng Hằng dịch, PGS-TS Nguyễn Mạnh Hùng viết lời giới thiệu. Nguồn ảnh này đã bổ sung vào loạt ảnh đã công bố lúc cả nước kỷ niệm 300 năm Sài Gòn - TP HCM.) [15]

## Liên kết bên ngoài
- PG.STS Nguyễn Mạnh Hùng và công trình bị lãng quên gần 1 thế kỷ của Henri Oger
- Người thầy mê nghiên cứu về Sài Gòn - Sài Gòn Hòn Ngọc Viễn Đông Lưu trữ ngày 24 tháng 11 năm 2017 tại Wayback Machine
- Thú chơi cổ ngoạn: Gìn vàng giữ ngọc